# Rybáři (Gassmann)
Rybáři (v italském originále Le pescatrici) je opera buffa (původním žánrovým označením dramma giocoso) o třech dějstvích českoněmeckého skladatele Floriana Leopolda Gassmanna na libreto Carla Goldoniho. Premiéru opery uvedlo v roce 1771 vídeňské dvorní divadlo (Burgtheater).

## Vznik a charakteristika
Rybáři byla poslední opera buffa, kterou Gassmann napsal na libreto Carla Goldoniho. Jedná se o starší libreto, které Gassmann použil v úpravě neznámého autora; původní Goldoniho text použil poprvé Ferdinando Bertoni, jehož verze měla premiéru v Benátkách, a později stejnojmennou operu napsali také Baldassare Galuppi (Milán 1753), Gioanetti Rocco (Turín 1754), Niccolò Piccinni (Řím 1766), Joseph Haydn (Eszterháza 1770) a Giovanni Paisiello (Benátky 1776). Úprava vycházela z původní verze zhudebněné Galuppim, avšak sedm textů árií bylo nahrazeno a typicky pro Gassmanna bylo značně rozšířeno závěrečné finále.
Základní zápletka Rybářů je sentimentální, příznačná pro dramatiku 18. století: hlavní hrdinka je šlechtična, která nepoznána a nevědoma si svého původu žije mezi venkovským lidem, aby nakonec, po milostné zápletce, zaujala své vrozené postavení. Komický element představuje především lidové prostředí, obvykle venkovské, avšak v Rybářích právě rybářské (hudebně se objevuje například v árii Burlotta Fra tuoni, lampi e fulmini, která připomíná námořnický popěvek). Dramatická struktura je poněkud slabá, hlavní zápletka se vyřeší již na konci 2. jednání. Hlavním prvkem třetího jednání je scéna, v níž se snoubenci dvou rybářek přestrojí za kavalíry a zkoušejí tak, nakolik jsou jim jejich dívky věrné, Tato situace je velmi podobná základní zápletce Mozartovy opery Così fan tutte (1790), přičemž Mozart i libretista Lorenzo da Ponte mohli Gassmannovu operu nebo přinejmenším Goldoniho libreto znát.
Jako některé jiné Gassmannovy komické opery (Ptáčníci, Filozofie a láska) vystupují v Rybářích postavy mileneckého páru, které jsou vážné a i hudebně využívají spíše stylu opera seria – v Rybářích jsou to urozená dívka Eurilda a kníže Lindoro. Lindoro je dokonce v tradici opera seria představován sopránem, Eurilda má jako jediná i archaickou árii da capo. Hudba s nimi spojená je – podle gassmannovského badatele z přelomu 19. a 20. století Gustava Donatha – méně zajímavá a zdařilá než v případě ryze komických postav rybářů Burlotta, Frisellina, Mastricca, Lesbiny, a Neriny. Ty se také většinou účastní četných ansámblů, z nichž G. Donath nejvíce oceňuje kvartet Favorisca la sua bella mano ze 3. dějství. Celkově Donath soudí, že „v žádné z Gassmannových oper nelze tak zřetelně vidět, v čem je konvenční a co je důstojným vyjádřením jeho talentu, jako v Rybářích.“
Přesné datum premiéry není známo, bylo patrně na podzim roku 1771. Právě Rybářů se musí týkat zmínka v dopise císaře Josefa II. jeho bratru Leopoldovi I., velkovévodovi toskánskému, z 25. září 1771: „Chtěl jsem připojit partituru nové opery buffy, která měla velký úspěch a jejíž hudba je od Gasmana a libreto je docela hezké. Posílám ti dva jeho výtisky. Partitura ještě nebyla okopírována a pošlu Ti ji při příští příležitosti.“ Teprve od Vánoc 1771 je znám denní program dvorního divadla, přičemž v lednu a únoru 1772 se rybáři hráli čtyřikrát, poprvé 5. ledna 1772, avšak bez poznámky, že by se jednalo o premiéru. O rok později, 26. prosince 1772, byla uvedena nová verze „s mnoha novými áriemi“ a „s některými novými osobami v obsazení“; konalo se celkem pět představení této verze. V Gassmanově době ani později již uvedena nebyla, a to ani v novější době (2024).
Rukopis partitury opery Rybáři uchovává Rakouská národní knihovna ve Vídni.

## Osoby
- Erilda – soprán
- Lindoro, kníže sorrentský – soprán (rôle travesti)
- Nerina, rybářka
- Frisellino, rybář, její bratr
- Lesbina, rybářka, jeho milenka
- Burlotto, rybář, její bratr a Nerinin milenec
- Mastricco, starý rybář, údajný Erildin otec
- Rybáři, rybářky, Lindorův průvod[8][9]

## Děj opery
Odehrává se na tarentském pobřeží.

### 1. dějství

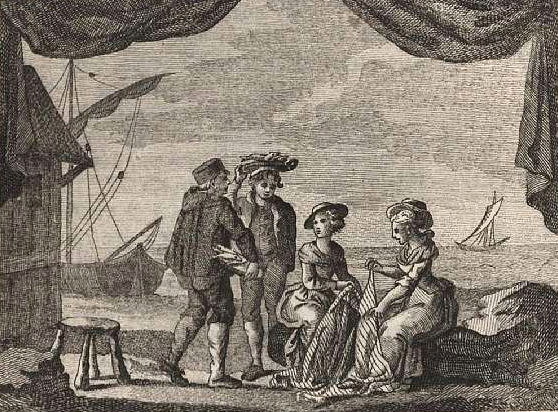
Scéna z prvního dějství Rybářů, rytina Giuliana Zulianiho podle Pietra Antonia Novelliho z roku 1794

(1. obraz – Mořská pláž) Burlotto, Frisellino a ostatní rybáři vytahují sítě s úlovkem; Nerina, Lesbina a další dívky je sledují (introdukce Tira, tira, viene, viene). Nerina, Frisellinova sestra, je zamilována do Burlotta a naopak Burlottova sestra Lesbina do Frisellina. Nyní se obě ženy hádají, kterou její milenec lépe obdaruje; Frisellino a Burlotto jim každé přinášejí pěknou, ještě sebou mrskající rybu k vykuchání. Dívky ryby obdivují. Burlotto se chvástá svým rybářským umem (árie Fra tuoni, lampi, e fulmini). Nerina s Lesbinou pak vedou spor o to, čí dárek je lepší a která z nich je lepší znalkyní moře. Nerina se navíc chlubí, že umí mužské vábit a chytat stejně dobře jako mořské živočichy (árie So far la semplicetta). Lesbina a Frisellino pak spolu laškují a Frisellino své milé nabízí srdce (árie In un marispazioso, e grande). Lesbině se Frisellino líbí, ale ještě se nechce vázat a chce okusit i jiné úlovky. Sedá si k opravování sítě a zpívá si o lásce (árie È come l'ape amor).
Přichází dívka Eurilda se svým otcem, starým rybářem Mastriccem. I když by si stařec přál dědice, Eurilda o žádného z místních rybářů a o lásku obecně nestojí, více si cení své svobody (árie So quante lacrime). Mastricco po straně přiznává, že Eurilda není jeho vlastní dcera, ale – aniž by to věděla – sirotek vznešeného původu.
Na rozkošné bárce s četným doprovodem u břehu přistává sorrentský kníže Lindoro (pochod). Ví, že se mezi zdejšími dívkami nachází kněžna z Beneventa. Když před lety jejího otce, knížete Casimira, zabil a trůnu se zmocnil jeho příbuzný Oronto, byla jako nemluvně ukryta zde mezi lidem, ale nyní uzurpátor zemřel a Lindoro hledá dědičku beneventského knížectví. První, na koho narazí, je Mastricco. Kníže mu nakazuje, aby svolal všechny místní rybáře, že jim hodlá sdělit velké tajemství. Mastricco odchází a omlouvá se za svou zvědavost (árie Compatite la vecchiezza). O samotě pak Lindoro vyjadřuje naději, že dědičku najde a okouzlí ji natolik, aby si ji mohl vzít za ženu a získat tak Benevento pro sebe (árie Non à la mia speranza).
Mastricco cestou narazí na Nerinu. Ta se zlobí na svou matku, že ji ještě nechce provdat: Nerina se chce vdávat mladá (árie Finchè son bella, e giovine). Mastricco by si na ni i sám myslel, ale zažene tuto myšlenku a jde svolávat lid.
(2. obraz – Prostranství se stromy a drnovými lavicemi) Lid se schází ve stínu stromů (ansámbl Bell' ombra gradita!). Lindoro pak vypráví, co se stalo a koho mezi nimi hledá. Místní dívky – včetně Neriny, Lesbiny a Eurildy – se dohadují, že by princeznou mohly být ony. Lindoro slibuje bohatou odměnu tomu, kdo by ho přivedl na princezninu stopu, ale běda budiž tomu, kdo by ho chtěl obelhat (ansámbl Fiera strage dell' indegno). Jediný, kdo něco skutečně ví, je Mastricco, ale ten se rozmýšlí, zda informaci prozradí – nejprve se musí ujistit, že Lindoro není jen uzurpátorův posel, který se chce jeho chráněnky zmocnit a zbavit.
Mezitím se Nerina a Lesbina už vidí jako princezny a jejich milí, Burlotto a Frisellino, se jim žertem klanějí; jenže dívky pod vidinou vznešené budoucnosti své dosavadní nápadníky odmítají a všichni čtyři se dávají do žárlivé hádky (finále Principessa, a voi mi prostro).

### 2. dějství
(1. obraz – Dvůr vedoucí do rozkošné zahrady) Burlotto se hněvá, protože Nerina ho nyní odmítá. Chce se jí pomstít a sobě pomoci tím, že namluví Lindorovi, že jeho sestra Lesbina je hledanou princeznou. Vyhledá Lindora a tvrdí mu, že Burlottův otec na smrtelném loži mu svěřil tajemství o Lesbině původu. Odpovídá Lindorovi na otázky, vychvaluje sestru a dožaduje se odměny. – Jenže Frisellino dostal stejný nápad. Vypráví Lindorovi, že mu zesnulý otec v závěti prozradil, že beneventskou kněžnou je jeho sestra Nerina. I on Lindorovi svou sestru popisuje v zářivých barvách (árie Ha gli occhi brillanti). Lindoro neví, komu věřit, když k němu dorazí Mastricco a vypráví mu, že ztracenou princeznou je jeho schovanka Eurilda. To Lindora rozzlobí, Mastricca odbude a chystá zkoušku, jak pravou dědičku odhalit.
Burlotto hledá svou sestru, aby ji zpravil o tom, co pro ni zařídil. Nenachází ji a nechává jí zmatený vzkaz u Mastricca (árie Vi cerce il fratello). Mastricco se o samotě mrzí, že mu Nerininy a Lesbininy nároky zkomplikovaly situaci, ale je si jist, že nakonec bude trůn přiznán podle práva Eurildě a obě bláznivá rybářská děvčata zůstanou ještě ráda u svých ryb (árie Son vecchio, son furbo).
(2. obraz – Rozkošný pahorek se studánkou) Lesbina ve svátečním oděvu a v doprovodu nymf a pastýřů se přesvědčuje o tom, jak je od přírody vznešená (árie Son maestosa). Lindoro se jí vyptává, jak to ví, a Lesbina mu vypráví, jak se jí její stav a rybáři oškliví: to musí být znak toho, že se narodila pro něco lepšího (árie Talor mì specchio anch'io).
Vyšňořená Nerina s vlastním průvodem se rovněž chystá na vládu (árie Pescatori, pescatrici). I ona Lindorovi dokazuje svou urozenost tím, že prý ji nudí všechny řeči, které nejsou o klenotech a přepychu. Žádá Lindora, aby ji uvedl na trůn (árie Guardatemi nel viso). Lindoro je oběma dívkami okouzlen, ale hodlá je podrobit zkoušce, nakolik je jejich urozenost pravá (árie Un riso vezzoso).
(3. obraz – Náves s chýšemi) I Eurilda je celá nesvá: od té doby, co se zde objevil švarný Lindoro, popadla ji ctižádost a touha po moci (doprovázený recitativ Aimè! qual turbamento). Záhy se zde scházejí ostatní a doufají, že věc dopadne v jejich prospěch (ansámbl Nel mare placidi). Lindoro jim všem nechává přinést hromadu cenností – mezi nimi drahokamy zdobenou dýku, jíž kdysi Oronto zavraždil knížete Casimira – a vyzývá je, aby si je rozdělili. Dívky i muži si rozeberou všechny věci, ale Eurildu přitahuje ona dýka a vyhradí si ji pro sebe. Sotva ji však uchopí, nevysvětlitelná bolest ji sklátí do bezvědomí (recitativ a árie Eurilda Ahí, dove sono? oh cieli! … Quanti diversi affetti). Podle toho Lindoro poznává, že Eurilda je ztracená princezna, a přes hudrování ostatních dívek si ji odvádí. Burlotto a Frisellino si tropí šprýmy ze svých snoubenek a Nerina a Lesbina se pokoušejí smířit se se svou staronovou situací a se svými milenci (finále Burlottino, mio caro, carino).

### 3. dějství
(1. obraz – Starý chrámek zasvěcený Neptunovi) Všichni se scházejí u chrámu mořského boha Neptuna (ansámbl Nume, che al mare). Mastricco před jeho oltářem přísahá, že to jemu byla malá princezna svěřena. Lindoro ji uznává za pravou beneventskou kněžnu a s Mastriccovým přispěním ihned žádá dojatou a rozradostněnou Eurildu o ruku. Eurilda se sice dříve vdávat nechtěla, šarmantnímu knížeti však rychle podléhá (duet Voi siete il primo affetto).
Než Lindoro a Eurilda odejdou, požádají Burlotto a Frisellino knížete o zapůjčení dvou rytířských oděvů, aby ještě trochu prověřili věrnost Neriny a Lesbiny. Ale protože snoubenka jednoho je sestrou druhého a naopak, slibují si, že se s nimi ožení, ať už dívky ve zkoušce obstojí, nebo ne. V tomto přestrojení pak s oběma dívkami ohoří a vydávají se za kavalíry z Lindorova doprovodu. Nerina a Lesbina s vidinou života u knížecího dvora ihned přistupují na jejich návrhy (kvartet Favorisca la sua bella mano).
Mastricco se mezitím těší, že odejde s Lindorovým průvodem a dožije místo v rybářské vsi bezstarostně u knížecího dvora. Nostalgicky přitom vzpomíná na svou zesnulou ženu (árie In questa età canuta). Burlotto stále v přestrojení laškuje s Nerinou a přitom se vyptává na jejího údajného rybářského milence. Nerina je ochotna svého dosavadního snoubence s lehkým srdcem opustit. V tu chvíli se jí Burlotto dá poznat; Nerina se nejprve vymlouvá, ale brzy se na Burlotta prudce rozzlobí, že ji chtěl zkoušet, a oba odcházejí v hádce (duet Bella duchessa amabile).
(2. obraz – Mořská pláž za noci, s osvětlenými loděmi) Eurilda spolu s Lindorem, Mastriccem a celým průvodem nastupuje na loď, aby ji odvezli do rodné země (ansámbl Soavi zeffiri). Burlotto a Frisellino vracejí převleky a děkují. Lesbina a Nerina jsou dosud jejich žertem rozmrzeny, ale Mastricco spojí ruce obou párů v zásnubách. Všichni se loučí šťastným chvalozpěvem na lásku a rybolov (finále O ninfe, o pescatori … Se de' cuor si fa la pesca).

## Diskografie
- 2006/2007 (CD 2009 Naxos 8.570421) Předehra, English Chamber Orchestra řídí Sylvia Alimena.